# Região Geográfica Imediata de Picos
A Região Geográfica Imediata de Picos é uma das 19 regiões imediatas do estado brasileiro do Piauí, uma das 4 regiões imediatas que compõem a Região Geográfica Intermediária de Picos e uma das 509 regiões imediatas no Brasil, criadas pelo IBGE em 2017. É composta de 33 municípios. Os municípios estão  divididos entre os territórios piauienses de Vale do Rio Guaribas, Chapada do Vale do Rio Itaim, Vale do Canindé e Vale dos Rios Piauí e Itaueiras. .